# 시진핑 개인숭배

2015년 9월 베이징시에서 촬영된 시진핑의 초상

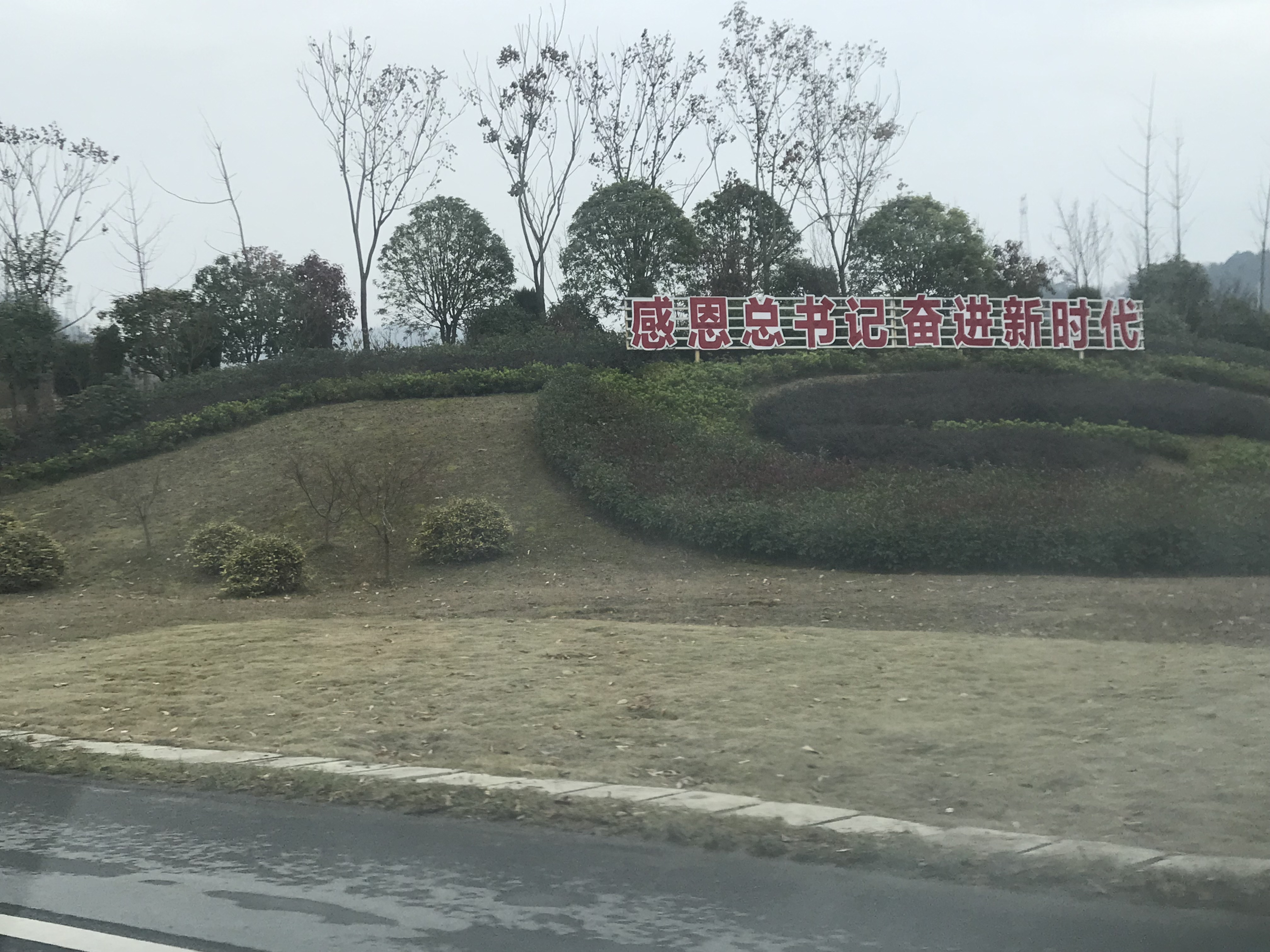
춘안의 대자보 슬로건 "총서기께 감사하며, 새 시대를 향하여 노력하자"

시진핑은 2012년 집권 중국공산당의 총서기와 중국의 최고지도자가 된 이후로 그를 중심으로 하는 개인숭배가 발전해 왔다.

## 배경
덩샤오핑이 1970년대 후반 중국의 경제 개혁을 시작하고 집단지도체제 개념을 도입한 이후, 중국 지도자들을 둘러싼 개인숭배는 더 이상 존재하지 않았다. 덩샤오핑을 비롯한 지도자들은 마오쩌둥처럼 당 위에 군림하는 또 다른 지도자가 나타나는 것을 막고 싶어했다. 그러나 시진핑이 2012년 집권하면서 그는 권력을 중앙집중화하고 개인숭배를 위한 길을 열었다.
중국공산당은 개인숭배가 있었다는 사실을 부인했다. 중국공산당의 규정은 개인숭배를 명시적으로 금지하고 있다. 정부 지원을 받는 중앙당교의 학술부장 셰춘타오는 시진핑에 대한 중국인들의 "존경과 사랑"이 "자연스럽고" "진심에서 우러나온 것"이며 개인숭배와는 아무런 유사성이 없다고 주장했다. 그는 마오쩌둥의 개인숭배의 과잉에 대한 기억이 너무 강하여 중국공산당이 다른 지도자가 자신을 중심으로 하는 개인숭배를 형성하도록 허용하지 않을 것이라고 덧붙였다.

## 특징
시진핑이 2012년 집권한 이후, 그의 통치를 기리는 책, 만화, 팝송, 댄스 루틴이 등장했다. 2017년, 장시성 지방 정부는 기독교인들에게 예수의 사진을 시진핑의 사진으로 교체하라고 지시했다.
시드니 모닝 헤럴드에 기고한 필립 원은 "마오쩌둥과 공유하는 가장 놀라운 특징은 아마도 중앙 선전부에 의해 부채질된 시진핑을 둘러싼 커지는 개인숭배일 것이다. 이는 신문 1면이 시진핑의 모든 움직임으로 가득 차고, 지도자에 대한 사랑과 충성을 고백하는 감미로운 뮤직 비디오와 같은 불쾌한 결과를 낳았다"고 언급했다. 2016년 5월, 마오쩌둥의 문화대혁명 50주년 기념 행사 직전에 인민대회당에서 혁명적인 "붉은 노래"를 특징으로 하는 "마오 테마 부흥 쇼"가 열렸는데, 이는 마오쩌둥 시대를 향한 향수를 불러일으키기 위해 "마오와 시진핑의 거대한 이미지가 무대에 투영되는" 방식으로 기획되었다.
2017년 3월, 시진핑은 110킬로그램의 밀 자루를 어깨를 바꾸지 않고 3마일이 넘는 산길을 걸어 운반했다고 주장했는데, 이는 놀라운 위업으로 평가받았고 이미지 구축 캠페인으로 묘사된 동안 중국중앙텔레비전에서 방영되었다.
2017년 재선 당시 시진핑은 이전에는 "집단지도체제" 모델을 강조했던 인민일보의 1면을 장악했다.
그의 이름이 붙은 정치 이념인 시진핑 신시대 중국 특색 사회주의 사상은 2017년 10월 제19차 전국대표대회에서 중국공산당 헌법에, 그리고 2018년에는 국가 헌법에 명시되었다. 중국중앙텔레비전 (CCTV)은 또한 시진핑이 2018년 주석으로 재선된 것에 대해 전국인민대표대회 위원들이 "행복의 눈물"을 흘리는 모습을 보여주었다.
2017년 10월부터 중국 전역의 많은 대학들은 시진핑 사상을 교육과정의 핵심으로 삼았는데, 이는 마오쩌둥 이후 중국 지도자가 비슷한 학문적 지위를 얻은 첫 사례이다. 푸단 대학은 "학문적 독립과 사상의 자유"를 삭제하고 "공산당 지도부에 대한 충성 서약"을 포함하도록 헌장을 개정하여 학생들 사이에서 시위를 불러일으켰다. 또한 푸단 대학이 시진핑 사상으로 "교직원과 직원들을 무장시켜야 한다"고 명시하여 푸단의 학문적 자유가 위축될 우려를 낳았다.
신장 수용소의 전 수감자들은 "시진핑 만세"를 외치며 지도자에게 감사해야 했다고 주장했다.
2018년 10월, 후난위성텔레비전은 시진핑과 그의 이념에 관한 퀴즈 쇼를 방영하기 시작했다. 2019년 1월, 알리바바 그룹은 시진핑 사상을 연구하기 위한 모바일 앱인 학습강국을 출시했다. (앱의 이름은 시진핑의 이름에 대한 말장난이다. 쉬에시(Xuéxí)는 "학습" 또는 "시진핑에게 배우다"라는 뜻이 될 수 있다.) 2019년 10월 현재 이 앱은 1억 명 이상의 활성 사용자를 보유하고 있으며, 현재 애플의 국내 앱 스토어에서 위챗과 틱톡 (만다린어로 도우인으로도 알려짐)과 같은 소셜 미디어 앱을 능가하는 가장 많이 다운로드된 항목으로 알려져 있다.
터우탸오, 텐센트, 시나와 같은 앱들은 "슈퍼 알고리즘"으로 묘사된 것을 사용하도록 강요받았는데, 여기서 가장 상단의 기사는 "시진핑에 관한 것"이어야 한다.
2017년 10월, 중국공산당 중앙정치국은 시진핑을 링슈(领袖)로 명명했는데, 이는 "지도자"를 뜻하는 경건한 용어이며 이전에 장제스, 마오쩌둥, 그리고 그의 직계 후계자인 화궈펑에게만 주어졌던 칭호였다. 그는 때때로 "대타수"(大舵手)라고도 불리며, 2018년 7월 전국인민대표대회 상무위원회 위원장인 리잔수는 시진핑을 당의 "영원한 핵심"이라고 지칭했다. 2019년 12월 25일, 정치국은 시진핑을 "인민 지도자"(人民领袖, rénmín lǐngxiù)로 공식 명명했는데, 이는 마오쩌둥만이 이전에 가졌던 칭호였다.
2022년 제20차 중국공산당 전국대표대회는 당헌에 "두 가지 확립"을 추가하여 시진핑을 중앙위원회와 중국공산당의 "핵심"으로 확립하고 그의 정책을 중국의 미래를 위한 지도 원칙으로 굳혔다.

## 같이 보기
- 개인숭배
  - 마오쩌둥의 개인숭배
  - 화궈펑의 개인숭배
  - 조선민주주의인민공화국의 개인숭배
  - 이오시프 스탈린의 개인숭배
  - 아돌프 히틀러의 개인숭배
  - 니콜라에 차우셰스쿠의 개인숭배
- 가속주의자

## 내용주
1. ↑  이 신문은 중국공산당 중앙위원회의 공식 신문이다.